# 共和党 (リベリア)
共和党（きょうわとう、en:Republican Party、初期名はリベリア党（Liberian Party））は、1848 年のリベリア建国直後に設立された政党。主にアフリカ系とヨーロッパ系の血を引くアメリカ系リベリア人で構成されていることが知られていた。 その主な敵対者は真のホイッグ党であった。
リベリアの初代大統領であるジョセフ・ジェンキンス・ロバーツはこの党を支持し、独立国家で初めての候補者を公職に選出したが、 ロバーツの死後すぐに党は弱体化。 1878年にジェームズ・スプリッグズ・ペイン大統領の任期が終了した後、アンソニー・W・ガーディナーが大統領に選出され、リベリア政治における真のホイッグ党のほぼ一世紀にわたる支配の始まりとなった。 1899年に共和党は消滅した。 